# Vibrant
Mit dem Begriff Vibrant (durch engl. Einfluss auch Trill, eigentlich „Triller“, deutsch auch Schwinglaut oder Zitterlaut) bezeichnet man in der Phonetik einen Konsonanten, der durch eine schnelle Abfolge kurzer Verschluss- und Verschlusslösungsphasen zwischen Artikulator (Unterlippe, Zungenspitze oder Gaumenzäpfchen) und der Artikulationsstelle im Vokaltrakt gebildet wird. Die Bewegung der Artikulatoren erfolgen durch einen erhöhten Luftstrom, das heißt, die Artikulatoren führen die Bewegungen nur passiv aus.
Es kommt so zu einem Flattern der Artikulatoren und zu Luftverwirbelungen zwischen Artikulationsorgan und Artikulationsstelle. Bei den vibrierenden r-Lauten spricht man umgangssprachlich von einem gerollten r.
Im Internationalen Phonetischen Alphabet sind die folgenden Zeichen für Vibranten definiert:
- stimmhafter bilabialer Vibrant [⁠ʙ⁠]: Unterlippe flattert gegen die Oberlippe.
  - Beispiel: brr (Interjektion, um Kältegefühl auszudrücken)
- stimmhafter alveolarer Vibrant [⁠r⁠]: Zungenspitze flattert gegen den Zahndamm oder den Gaumen.
  - Beispiel: spanisch perro.
- stimmloser alveolarer Vibrant [⁠r̥⁠]: wie die stimmhafte Variante, jedoch ohne Schwingungen der Stimmbänder.
  - Beispiel: walisisch Rhagfyr.
- stimmhafter uvularer Vibrant [⁠ʀ⁠]: Zäpfchen flattert gegen die Hinterzunge.
  - Beispiel: armenisch տղա tgha „Junge“.

Das deutsche Zäpfchen-r ist meist ein stimmhafter uvularer Frikativ (Reibelaut), der durch eine Geräusche erzeugende Enge zwischen Gaumenzäpfchen und Hinterzunge gebildet wird. Durch „Rollen“ dieses Lautes entsteht ein uvularer Vibrant, der in einigen deutschen Dialekten gebräuchlich ist.